# Skara FC
Der Skara FC ist ein schwedischer Fußballverein aus Skara. Die Mannschaft des Vorgängervereins Skara IF spielte mehrere Spielzeiten in der zweithöchsten schwedischen Spielklasse.

## Geschichte
Bei Einführung der schwedischen Ligapyramide im Sommer 1924 wurde Skara IF der seinerzeit inoffiziellen zweiten Liga zugeteilt. Nach zwei Jahren im mittleren Tabellenbereich gewann der Klub seine Zweitligastaffel und qualifizierte sich somit zu den Aufstiegsspielen zur Allsvenskan. Nach einer 1:2-Niederlage und einem 2:2-Unentschieden gegen Stattena IF verpasste die Mannschaft jedoch den Aufstieg in die Erstklassigkeit. Da jedoch am Ende der folgenden Spielzeit die zweite Liga offiziellen Status erhielt und von fünf auf zwei Staffeln reduziert wurde, stieg der Klub nach einem sechsten Tabellenplatz in die Drittklassigkeit ab, aus der er direkt in die vierte Liga durchgereicht wurde. Nach dem Wiederaufstieg 1932 etablierte sich die Mannschaft in der dritten Spielklasse. Am Ende des Jahrzehnts spielte sie um die Rückkehr in die zweite Liga. Nach der Vizemeisterschaft 1938 gelang im folgenden Jahr der Staffelsieg, der nach Erfolgen gegen Skogens IF mit dem Wiederaufstieg gekrönt wurde. Drei Spielzeiten hielt sich der Klub in der Spielklasse, ehe er gemeinsam mit Karlstads BIK wieder abstieg. 1947 wurde der Klub Opfer einer Ligareform und der vierten Liga zugeteilt.
1952 meldete sich Skara IF in der dritten Liga zurück, stieg aber direkt wieder ab. 1955 kehrte die Mannschaft abermals zurück uns überraschte als Tabellenzweite hinter dem IFK Trollhättan, mit dem sie gemeinsam in die zweite Liga aufstieg. Das Spielniveau war für die beiden Klubs jedoch zu hoch, so dass sie gemeinsam mit Fässbergs IF direkt wieder abstiegen. Wiederum folgte dem Abstieg der Absturz in die Viertklassigkeit. Nach dem Wiederaufstieg 1960 etablierte sich der Verein in die dritte Liga, aus der er zehn Jahre später wieder abstieg. Zwischenzeitlich nur noch fünftklassig antretend, überflügelte der Ortsrivale IFK Skara zeitweilig den Klub und trat mehrere Spielzeiten in der vierten Liga an. Nachdem Anfang der 1990er Skara IF wieder in der vierten Liga gespielt hatte, schlossen sich die beiden Klubs 1995 nach dem Abstieg in die fünfte Liga unter dem Namen Skara FC zusammen. 
Der Skara FC spielte auf Anhieb um den Aufstieg in die vierte Liga. Im ersten Jahr verpasste der Klub den Aufstieg in der Aufstiegsrunde, dort war er 1997 schließlich erfolgreich. Als Drittletzter musste der Klub in den Relegationsspielen antreten. Dort profitierte der Klub vom Rückzug des Täfteå IK und rückte als zweitbester Gruppenzweiter für den Klub nach. In der folgenden Spielzeit überraschend Tabellendritter, stieg der Klub 2000 in die fünfte Spielklasse ab. Nach Plätzen im mittleren Tabellenbereich war der Verein 2005 erneut Opfer einer Ligareform und wurde in die sechste Liga zurückgestuft. Nach dem direkten Wiederaufstieg spielte der Klub bis zum erneuten Abstieg zwei Spielzeiten in der fünften Spielklasse. 